# Bubo nipalensis
El búho de Nepal, también conocido como búho nepalí o búho del bosque (Bubo nipalensis o Ketupa nipalensis) es una especie de búho de formidable apariencia y gran tamaño. Su principal hábitat lo constituyen los bosques del sur y el sudeste de Asia. 

## Taxonomía
Esta especie, al igual que su pariente más cercano el Búho malayo, es una de las especies estrechamente relacionadas con los búhos pescadores y, quizás, tendrían que trasladarse al género Ketupa si al final este se mantiene. A diferencia de los búhos pescadores que también se consideraron incluidos en Ketupa, el búho de Nepal y el Búho malayo no están estrechamente relacionados con los hábitats ribereños y los hábitos alimenticios piscívoros. Hay controversia, sin embargo, entre los especialistas si estos dos grupos de aves tienen las diferencias suficientes para mantenerse o no en géneros separados. Se han descrito dos subespecies diferentes:
- B. n. nipalensis (Hodgson, 1836) vive en la parte continental de su rango
- B. n. blighi (Legge, 1878) vive en Sri Lanka

## Descripción
El búho de Nepal es una especie bastante grande de búho. Mide de 50 a 65 cm de largo, siendo el sexto búho más largo del mundo. Se estima que el peso promedio para la especie es de 1.5 a 2.5 kg. El búho de Nepal es, en general, una ave de color marrón grisáceo en el que predomina una coloración marrón oscura sobre la espalda y las alas. La garganta, el pecho y el ábdomen son principalmente de color beige blanquecino con rayas horizontales blanquinegras en los lados del cuerpo que se convierten en manchas en el abdomen. En las alas, las plumas primarias son de color marrón oscuro con rayas marrones más claras y en las secundarias las rayas son más profusas y de color marrón claro. El disco facial es gris pálido y no esta demarcado por líneas oscuras. Los ojos son marrones oscuros y los párpados gris claro. Los grandes mechones en forma de orejas, de color marrón oscuro, se inclinan hacia los lados y llegan a medir entre 6 y 7 cm. Las patas y las garras son tan formidables como cualquier otro búho real, siendo muy grandes y poderosas para su tamaño. Los juveniles son distintos de las aves adultas, siendo de un color crema grisáceo, mucho más pálidos en general que los adultos, y con rayas marrones que resaltan mucho más del plumaje. Este búho es el más grande de entre las especies que coexisten en su rango de distribución.
Destaca por su extraño grito, semejante a un grito humano, por lo que en algunos lugares de Sri Lanka es conocido como ulama (pájaro diablo). Otro nombre local es Maha Bakamuna (gran búho cornudo).

## Distribución y hábitat
Esta especie se distribuye desde las estribaciones del Himalaya hacia el este penetrando en el interior de China y de allí hacia el sur extendiéndose por el Sudeste Asiático. También existen poblaciones en los Ghats occidentales de la India y en Sri Lanka. 
El búho de Nepal vive principalmente en bosques primarios y secundarios, generalmente cerca de fuentes de agua, y hasta una altitud de 3000 m. Entre la variedad de bosques que habitan se encuentran los bosques templados caducifolios de Nepal y el interior de China, las selvas tropicales del sudeste asiático y la India; y bosques tropicales secos de Sri Lanka. 

## Comportamiento
El búho de Nepal es nocturno y, a menudo, pasa el día escondido en el denso follaje de grandes árboles. Sin embargo, se han observado búhos en movimiento e incluso cazando durante el día, especialmente en bosques con una mínima perturbación humana. Normalmente, su actividad comienza al anochecer cuando comienzan a cazar.  
Es un búho depredador muy poderoso y audaz, que seguramente está en la parte superior de la cadena alimentaria aviar en los bosques donde habita. Se cree que al igual que otras especies de su género se alimenta, principalmente, de pequeños mamíferos como roedores. Sin embargo, las presas que están documentadas como alimento en esta especie son casi todas muy grandes y pesadas (a veces incluso mayores que el propio búho). Se sabe que se alimenta de faisanes, gallos salvajes y pavos reales; aves a las que atacará mientras duermen posados en los árboles y a las que matará en cuestión de segundo con sus poderosas garras. También consume una  gran variedad de mamíferos (además de roedores) como chacales, liebres, civetas, ciervos ratones y muntjacs. Si bien la mayoría de las presas suelen ser terrestres también capturan animales arbóreos como ardillas y monos. Serpiente, lagartos y peces son presas menos comunes para esta especie. Se sabe también que esta especie es de las pocas especies de búho que se alimenta de carroña.
La temporada de anidación de esta especie es de diciembre a marzo. La mayoría de los sitios de anidación están en huecos espaciosos de árboles grandes. Alternativamente, usan nidos abandonados por otras aves grandes como águilas, buitres o milanos. También se han registrado anidamientos en cuevas y fisuras protegidas de paredes rocosas. En esta especie solo se ha registrado un huevo por nidada, siendo una de las pocas especies de búho donde se registra este hecho. Ambos sexos participan en la incubación, pero es más probable que el papel del macho consista sólo en cubrir temporalmente los huevos mientras la hembra vuela por un corto período de tiempo.  Se conocen pocos detalles adicionales de su biología reproductiva, incluidas las etapas de incubación y cría debido a que, según los informes, esta especie es muy feroz y agresiva en la defensa de sus nidos.

## Conservación
Esta especie es generalmente poco común, probablemente necesite grandes territorios de caza y reproducción y, por lo tanto, ocurre a bajas densidades. Sin embargo, continúa apareciendo en un amplio rango y no se cree que sea muy necesaria su conservación. Es probable que las áreas, donde se produce deforestación, sean abandonadas por esta especie, que es quizás la única amenaza generalizada que enfrenta este búho que presenta una población decreciente. Por todas estas indicaciones la UICN clasifica a esta especie como de preocupación menor. 